# Дзевио
Дзѐвио (на италиански: Zevio; на венециански: Devio, Девио) е град и община в Северна Италия, провинция Верона, регион Венето. Разположен е на 32 m надморска височина. Населението на общината е 14 953 души (към 2015 г.).